# Huta (powiat tucholski)
Huta (dawniej Mała Huta) – osada w Polsce położona w województwie kujawsko-pomorskim, w powiecie tucholskim, w gminie Cekcyn.
Miejscowość położona jest w pobliżu zachodniego brzegu jeziora Cekcyńskim Wielkim. Nazwę miejscowości utworzono 1 stycznia 2013, wcześniej miejscowość nazywała się Mała Huta. Według Narodowego Spisu Powszechnego (III 2011 r.) liczyła 148 mieszkańców. Jest szesnastą co do wielkości miejscowością gminy Cekcyn.
W latach 1975–1998 miejscowość należała administracyjnie do województwa bydgoskiego.